# Anouck Lepère

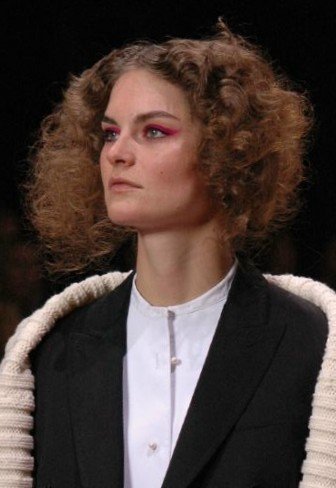
Anouck Lepère, 2007

Anouck Lepère (* 13. Februar 1979 in Antwerpen) ist ein belgisches weibliches Model.
Anouck Lepère studierte Architektur und modelte nebenbei. Nach einigen lokalen Aufträgen kam sie 2000 zur Agentur IMG Models in Paris. Als Covermodel war sie auf internationalen Ausgaben der Vogue und Elle und in Anzeigen von Tommy Hilfiger, Louis Vuitton und Prada zu sehen. 2001 wirkte sie an der Victoria’s Secret Fashion Show mit. Als Laufstegmodel war sie in Schauen von Gucci, Chanel und Dior zu sehen.